# Eva Umbauer
Eva Umbauer (* 28. April 1970 in Freistadt, Oberösterreich) ist eine österreichische Radiomoderatorin.
Eva Umbauer absolvierte die Matura am Bundesgymnasium Freistadt (neusprachlicher Zweig) und begann danach mit dem Studium der Anglistik und Amerikanistik, Russisch und Theaterwissenschaft in Wien. Zunächst war sie für Ö3 bei den Sendungen ZickZack und Musicbox tätig. Später arbeitete sie für Sendungen wie den Ö3 Nachtexpress und Ö1 Diagonal. Aus ihrer Moderation entwickelte sich schließlich Heartbeat, das sie bis heute (2025) auf FM4 moderiert. Im Gründungsjahr des Radiosenders FM4 wechselte Umbauer als Redakteurin, Moderatorin und Journalistin dorthin, war jedoch auch weiterhin für Ö1 (Diagonal, Leporello) tätig. Anfang 1996 übersiedelte Umbauer bis Ende 1997 als Korrespondentin von FM4 und Ö1 nach London. Seit 2004 arbeitet sie als Redakteurin, Moderatorin und Journalistin beim ORF Radio (FM4 und Ö1).